# Fernando de la Flor Arbulú
Luis Fernando de la Flor Arbulú (Chiclayo, Lambayeque, 23 de julio de 1951) es un abogado constitucionalista, docente universitario y político peruano.

## Biografía
Nació el día 23 de julio del año 1951 en la ciudad peruana de Chiclayo, departamento de Lambayeque.
Tras realizar estudios en la Pontificia Universidad Católica del Perú, obtuvo el título de abogado y fue admitido al Colegio de Abogados de Lima en 1978. También tiene una especialización en asuntos de derecho comercial, tributario y constitucional.

### Trayectoria
Dentro de su experiencia ha desempeñado importantes funciones públicas, entre ellas las de consejero legal y secretario de la presidencia de la República del Perú, durante el gobierno de Alejandro Toledo en el año 2002. Asimismo, ha sido embajador del Perú ante la Organización de Estados Americanos (OEA), desde el año 2005 hasta el año 2006. Es director de diversas entidades y árbitro de la Cámara de Comercio de Lima y de la Cámara de Comercio Americana del Perú (AMCHAM). Intervino asesorando al Banco Central de Reserva del Perú (BCR), en la disputa legal que sobre el Convenio Cuajone sostuvo con la Southern Perú Cooper Corp.
Igualmente, ha participado en procesos de fusión empresarial y mantiene una asesoría especializada permanente en el área legal corporativa. Entre los casos más relevantes en los que ha intervenido, se encuentra el del proceso de transferencia de acciones y posterior fusión del grupo Champion del Perú, fabricantes de oxígeno y acetileno, a la transnacional Messer Griesheim, de Alemania, que representó el inicio de la presencia de esta compañía multinacional en el país. De la Flor ha participado también en importantes procesos judiciales, tales como el relacionado con el control de la Cervecería “Backus”, en el cual estuvieron involucrados algunos de los más destacados grupos empresariales de Latinoamérica (Polar, Bavaria y Cisneros). Asimismo, ha intervenido en la controversia arbitral y judicial, de la Minera Canadiense Sulliden con Algamarca, respecto al proyecto Shahuindo.
En la actualidad, se desempeña como columnista en la revista Caretas.

### Trayectoria política
En el ámbito político, De la Flor se desempeña como analista político hasta la actualidad. Durante el gobierno de Alberto Fujimori, De la Flor formó parte de la oposición y en el año 1995, junto con Alberto Borea y Ángel Delgado, colaboró en la fundación del Foro Democrático, grupo político de independientes que buscaban promover el referéndum para frenar la segunda reelección de Fujimori a la presidencia del Perú, hecho que no tuvo éxito tras la manipulaciones del gobierno fujimorista dirigidas por Vladimiro Montesinos, entonces asesor presidencial.
Fernando de la Flor también participó en la política como candidato al Congreso de la República en el año 2000 por Somos Perú, partido político de Alberto Andrade. Su candidatura solo obtuvo 2,494 votos, no logrando salir elegido.
Apoyó la Marcha de los Cuatro Suyos encabezada por Alejandro Toledo, líder opositor a Fujimori y quien luego se convertiría en presidente del Perú en el periodo 2001-2006. También apoyó el gobierno de transición de Valentín Paniagua.
Durante el gobierno de Toledo, desempeñó los cargos de secretario presidencial en 2002 y luego en 2005 como embajador del Perú ante la Organización de Estados Americanos (OEA), reemplazando a Alberto Borea y manteniéndose en el cargo hasta el final del gobierno en 2006. Como embajador tuvo la labor de pacificar el conflicto entre el gobierno peruano y el régimen de Hugo Chávez, entonces presidente de Venezuela quien estaba acusado de intromisiones en elecciones internacionales.